# Nicolas-René Jollain

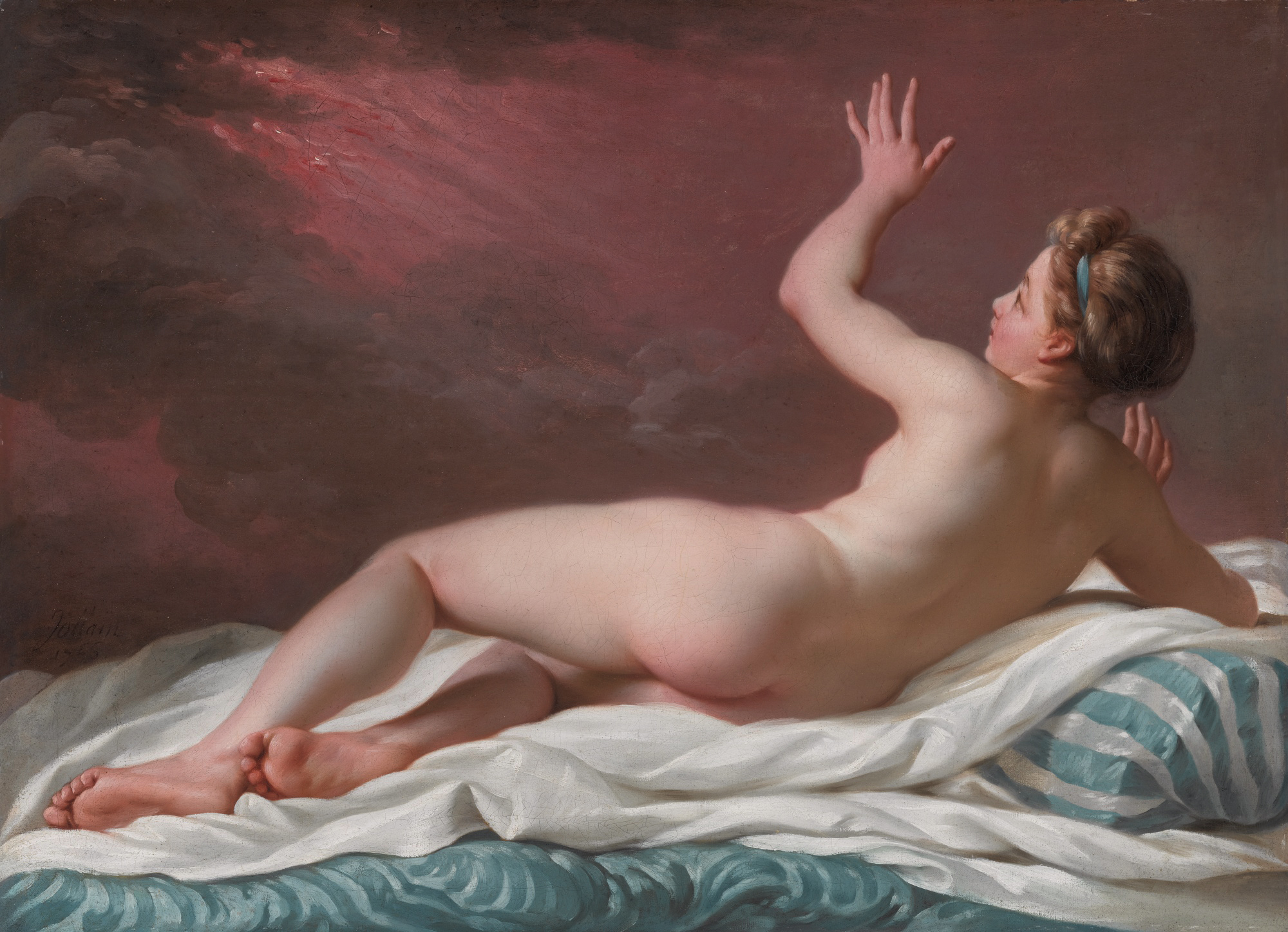
Danaë (Nicolas-René Jollain, 1765)

Nicolas-René Jollain (* 1732 in Paris; † 1804 ebenda) war ein französischer Maler.

## Leben
Nicolas-René Jollain studierte unter J. M. Pierre an der Akademie in Paris. Nachdem er den Prix de Rome gewonnen hatte, erhielt er 1786 den Auftrag, Paneele für das Kleine Trianon in Versailles zu gestalten. Außerdem schuf er Fresken für die Kapelle in Fontainebleau und für das Pariser Kartäuserkloster. Jollain entwarf auch Gobelins und schuf Ölgemälde, meist zu Themen der antiken Mythologie.